# ویتیگیز
ویتیگیز (انگلیسی: Vitiges; درگذشته ۵۴۲) پادشاه پادشاهی استروگتیک در ایتالیا از ۵۳۶ تا ۵۴۰ میلادی بود در نتیجه جنگ گوتی (۵۳۵-۵۵۴) وی به پادشاهی رسید او همسر تنها فرزند ملکه آمالاسونتا بود فلذا مشروعیت وی برای سلطنت مبتنی بر ازدواجش بود بلیساروس ژنرال بیزانسی ویگیتز و همسرش را بازداشت و به بیزانس فرستاد ویگیتز آنجا در سال ۵۴۲ میلادی درگذشت

نقشه نخستین جنگ گوتیک